# Salzfliegen

Flügel einer Salzfliege der Gattung Discomyza

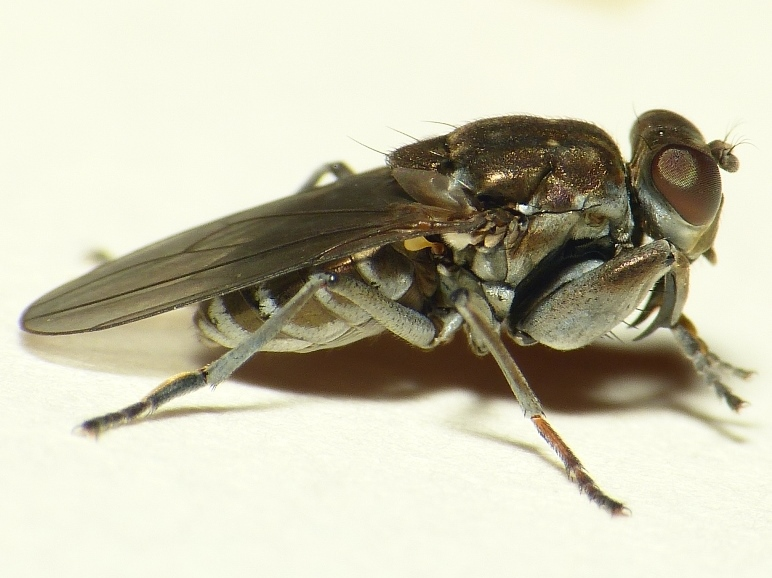
Ochthera mantis, eine jagende Art mit dolchartig umgebildeten Vorderbeinen

Die Salz- oder Sumpffliegen (Ephydridae) sind eine Familie der Zweiflügler (Diptera) und werden innerhalb der Fliegen (Brachycera) der Teilordnung Muscomorpha zugeordnet. Salzfliegen sind weltweit verbreitet, etwa 2000 Arten wurden bis Februar 2014 beschrieben, wovon in Europa etwa 340 vorkommen.

## Merkmale

### Adulte Fliege
Die meisten Arten aus der Familie erreichen eine Länge von 1 bis 11 Millimeter, bleiben damit klein bis sehr klein und sind von kompaktem Habitus mit meist dunkler, matter bis glänzender, Grundfärbung. Die Flügel mancher Arten (etwa aus der Gattung Hydrelia) sind transparent, andere dagegen mit dunkler Grundfärbung, manchmal auch mit heller Musterung (etwa Padyra, Scatella). Die Flügeladerung ist reduziert: die Discoidalzelle ist mit der hinteren Basalzelle verschmolzen, ebenso sind keine Subapikalzellen ausgebildet und auch Analzellen fehlen. Die Costa ist zweifach deutlich unterbrochen. Das Gesicht ist stark nach vorne gewölbt, die Stirn auffällig beborstet und der Mundraum auffallend groß. Die Fühler bestehen aus drei Segmenten mit entweder gänzlich unbehaarten oder aber nur auf der Unterseite fiederartig ausgebildeten Fühlerborsten.

### Larve
Die Larven sind auf verschiedene Weise an ihr Umfeld und ihre spezifische Ernährungsgrundlage angepasst. Bei vielen Arten findet die Entwicklung im Wasser statt, andere leben in feuchtem Substrat oder als Blattminierer. Innerhalb einer Art zeigen die drei Larvenstadien keine großen morphologischen Unterschiede, im letzten Stadium sind jedoch die dornigen Körperstrukturen oftmals reduziert. Der zylindrische Körper läuft nach vorn spitz zu und endet im abgerundeten Kopf. Hinten trägt er bei vielen Arten ein zumindest teilweise ausziehbares Atemrohr. Die Grundfärbung der Larven ist meist weiß, hellgrau oder cremefarben, oft auch mit dunklen Körperpartien.

### Puppe
Die Larve verpuppt sich in der letzten Larvenhaut (Puparium) ohne ihre äußere Gestalt zu verändern. Ihre Färbung ändert sich dabei zu einem hellen oder dunkleren Braunton. Die Anlagen der Beine und Flügel sind innerhalb des Pupariums nicht mit der Körperoberfläche verschmolzen (freie Puppe).

## Lebensweise

### Lebensräume
Fliegen aus dieser Familie besiedeln eine Vielzahl unterschiedlicher Habitate, darunter auch viele Lebensräume, die bemerkenswerte physiologische Anpassungen der Larvenstadien erfordern. Die meisten Arten leben in der Nähe von Süßwasser, so etwa auf nassen Wiesen oder an Ufern von Tümpeln, Teichen, Seen und Flüssen. Wirth konnte bei nordamerikanischen Arten aus der Gattung Ephydra nachweisen, dass von hier aus eine Besiedlung von extremeren Standorten wie salzhaltigen und alkalischen Feuchtgebieten erfolgte. Andere Arten besiedeln die Thermalquellen Nordamerikas, Islands, Japans, Neuseelands und Europas. Die Larven von Helaeomyia petrolei entwickeln sich in den natürlichen Öltümpeln Kaliforniens und Kubas. Viele Arten finden sich auch in meeresnahen, salzhaltigen Habitaten wie Küstensäumen, Mangrovensümpfen und Gezeitentümpeln.

### Ernährung
Die Larven der meisten Arten ernähren sich von kleinen organischen Partikeln wie Bakterien, Algen und Detritus. Andere leben von Aas oder als Blattminierer von pflanzlichem Gewebe (Clanoneurum, Hydrellia, Psliopora). Arten aus der Gattung Ochthera haben eine räuberische Lebensweise entwickelt und fressen Zuckmückenlarven. Die Larven von Trimerina madizans parasitieren auf Eikokons von Spinnen in Feuchtgebieten Europas. Die adulten Fliegen der meisten Arten sind mikrophag, sie ernähren sich von Mikroorganismen wie Algen und Bakterien; Fliegen aus einigen Gattungen fressen auch an toten Insekten oder suchen Nektarquellen auf, Ochthera-Arten sind dagegen aktive Jäger, denen auch andere Salzfliegenarten als Beute dienen.

### Fortpflanzung
Für einige Salzfliegenarten wurden spezielle Verhaltensweisen beschrieben, die der eigentlichen Paarung vorausgehen. So findet sich etwa bei Scatella stagnalis ein ausgeprägtes Paarungsritual. Bei vielen anderen Arten fehlt dieses aber gänzlich. Nach der Paarung legen die Weibchen über einen Zeitraum von 7 bis 10 Tagen ihre meist etwa 170 bis 600 Eier einzeln oder in Gruppen an Pflanzen oder in feuchtes, mineralisches Substrat. Die länglich ovalen Eier sind meist weiß, blass-rosa oder braun bis schwarz gefärbt und 0,3 bis 1,4 Millimeter lang und etwa 0,5 bis 1,0 Millimeter breit. Vermutlich zur Tarnung bedecken die Weibchen aus einigen Gattungen (Hyadina, Coenia, Parydra) ihre Gelege mit Kot.

## Systematik
Die Salzfliegen werden heute aufgrund morphologischer Gemeinsamkeiten mit einigen anderen Familien allgemein der Überfamilie Ephydroidea zugerechnet. Diese wohl monophyletische Entwicklungslinie wird heute im Allgemeinen als gut belegt angesehen, wenn auch die Stellung einzelner Familien innerhalb dieser Gruppe nicht abschließend geklärt ist. Die Salzfliegen werden dabei als separates Taxon angesehen, dessen Abspaltung vom Rest der Überfamilie bereits zu einem frühen Zeitpunkt in deren Phylogenese erfolgte.
Erste frühe Versuche einer systematischen Sichtung der Salzfliegen durch Loew und Becker führten zur Beschreibung von drei Unterfamilien (Ephydrinae, Notiphilinae, Hydrelliinae). Später ordnete Cresson die Gattungen und Sippen vier Unterfamilien (Psilopinae, Hydrelliinae (vormals Notiphilinae), Parydrinae, Ephydrinae) zu. 1992 schlug dann Zatwarnicki basierend auf phylogenetischen Analysen eine Aufteilung in die fünf Unterfamilien Discomyzinae, Hydrelliinae, Gymnomyzinae, Ilytheinae und Ephydrinae vor; diese wird heute mehrheitlich anerkannt.

## Wirtschaftliche Bedeutung
Arten der Gattung Hydrellia, besonders Hydrellia griseola, können durch ihre minierenden Larven Verluste bei der Reisproduktion hervorrufen. In gleicher Weise kann Psilopa leucostoma die Blätter von Zuckerrüben schädigen. Scatella stagnalis ist ein Überträger eines Pythium-Wurzelpilzes bei Gurken in Hydrokultur. In einigen Studien wurden die Möglichkeiten zum Einsatz von Salzfliegen gegen Unkräuter auf Nassland sowie gegen eingewanderte Wasserpflanzen untersucht.

## Gattungen und Arten (Auswahl)
- Athyroglossa glabra
- Discomyza incurva
- Ephydra hians
- Ochthera